# 605 (numero)
Seicentocinque è il numero naturale dopo il 604 e prima del 606.

## Proprietà matematiche
- È un numero dispari.
- È un numero composto, con i seguenti 6 divisori: 1, 5, 11, 55, 121, 605. Poiché la somma dei suoi divisori (escluso il numero stesso) è 193 < 605, è un numero difettivo.
- È un numero di Harshad nel sistema metrico decimale.
- È un numero di Ulam.
- È parte delle terne pitagoriche (363, 484, 605), (528, 605, 803), (605, 1452, 1573), (605, 3300, 3355), (605, 7308, 7333) , (605, 16632, 16643), (605, 36600, 36605), (605, 183012, 183013).
- È un numero congruente.
- È un numero malvagio.

## Astronomia
- 605 Juvisia è un asteroide della fascia principale del sistema solare.
- NGC 605 è un galassia lenticolare della costellazione di Andromeda.

## Astronautica
- Cosmos 605 è un satellite artificiale russo.